# Liste der britischen Hochkommissare in Namibia

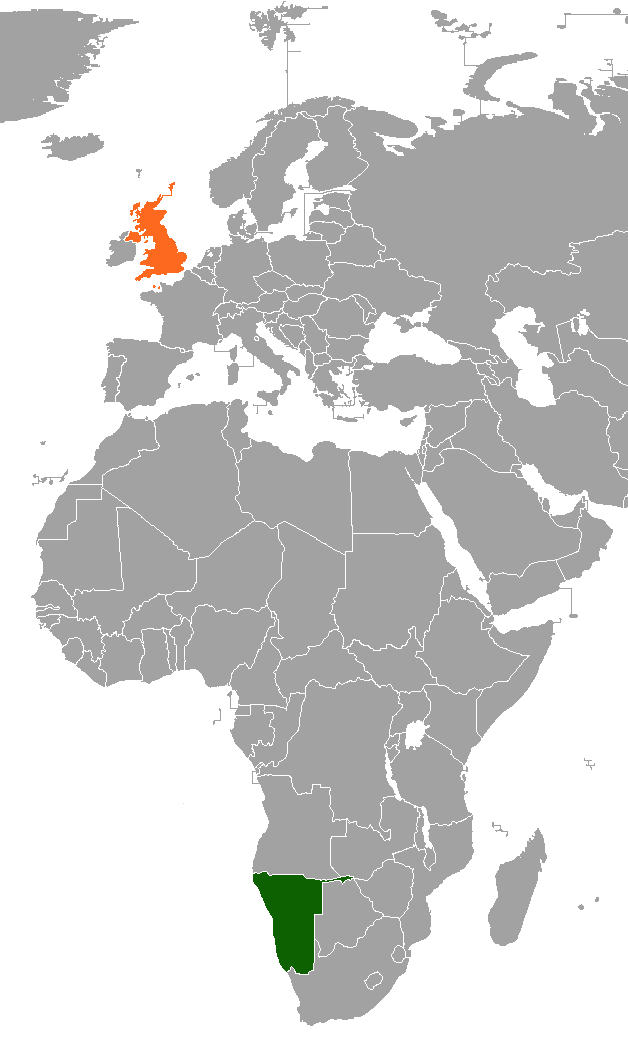
Namibia und das Vereinigte Königreich

Dies ist die Liste der britischen Hochkommissare in Namibia. Das Hochkommissariat wurde mit Unabhängigkeit Namibias 1990 eingerichtet.

## Missionschefs
- 1990–1992: Sir Francis Richards
- 1992–1996: Henry Hogger
- 1996–1998: Glyn Davies
- 1999–2002: Brian Donaldson
- 2002–2007: Alasdair MacDermott
- 2007–2011: Mark Bensberg
- 2011–2015: Marianne Young
- 2015–2017: Joanne Lomas
- 2018–2021: Kate Airey
- seit 2021: Charles Moore